# Fischbachau
Fischbachau este o comună din landul Bavaria, Germania.